# Padjelantaleden
Padjelantaleden är en cirka 150 km lång vandringsled mellan Kvikkjokk och Änonjalme i Lappland. Vandringen går genom Tarradalen, förbi Staloluokta sameviste samt sjöarna Vásstenjávrre och Virihávrre i Padjelanta nationalpark och längs älven Vuojatädno till dess utlopp i Akkajaure. Övernattningsstugor och enklare provianteringsmöjligheter finns utmed hela sträckan, som är relativt lättgången. Stugorna utanför nationalparken drivs av Svenska Turistföreningen medan stugorna i nationalparken förvaltas av områdets samer via Badjelánnda Laponia Turism. Sommartid bedrivs båttrafik mellan Ritsem, Änonjálmme (Akkastugorna) och Vaisaluokta.
Sträckorna Kvikkjokk–Tarrekaise och Stáloluokta–Stora Vuojatädno-bron (norr om Låddejåhkå) är gemensamma med Nordkalottleden.

## Etapper

### Kvikkjokk–Stáloluokta
- Kvikkjokk–Njunjesstugan, 16 km
- Njunjesstugan–Tarrekaisestugan, 7 km
- Tarrekaisestugan–Såmmarlappastugan, 13 km

Det är vanligt att slå ihop sträckan Njunjes–Tarrekaisestugan med föregående eller efterföljande sträcka för att få en dagsetapp om cirka 20 km.
- Såmmarlappa–Darreluoppal, 15 km
- Darreluoppal–Duottar, 11 km
- Duottar–Stáloluokta, 18 km

### Stáloluokta–Änonjálmme
- Stáloluokta–Árasluokta, 10 km
- Árasluokta–Låddejåhkå, 12 km
- Låddejåhkå–Gisuris, 23 km
- Gisuris–Akkastugorna, 14 km
- Akkastugorna–Änonjálmme, 2 km

11 km norr om Låddejåhkå kan man vika av från Padjelantaleden och följa Nordkalottleden till Vaisaluoktastugan och etapperna från Låddejåhkå blir då
- Låddejåhkå–Kutjaure, 19 km
- Kutjaure–Vaisaluokta, 18 km

## Bilder

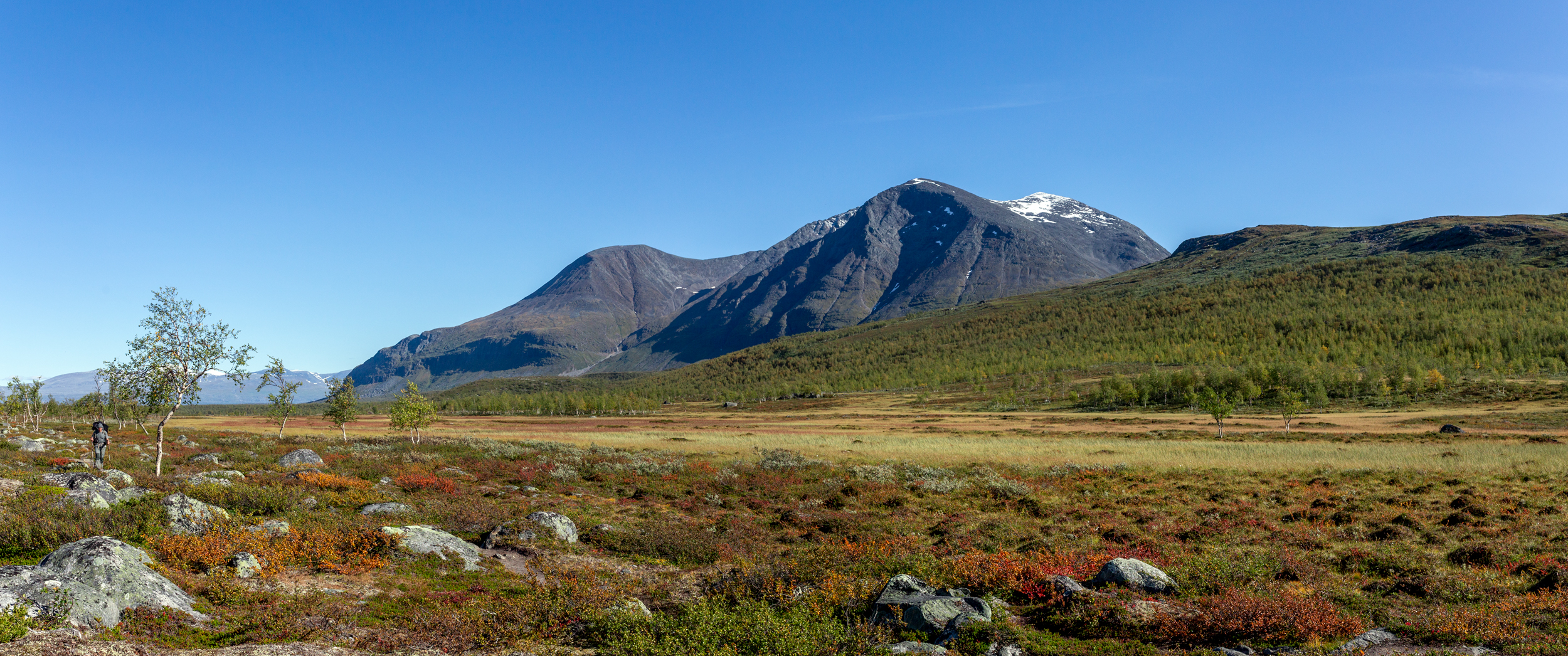
Sträckan mellan Änonjálmme och Gisuris med Áhkká i bakgrunden.
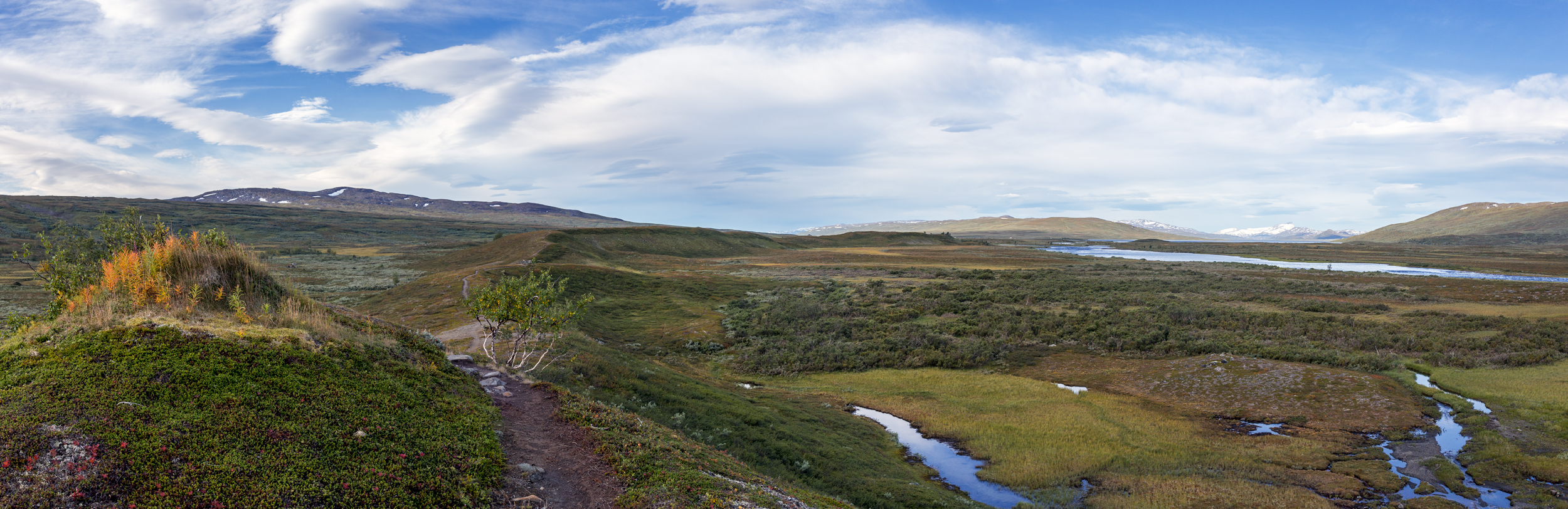
Sträckan mellan Gisuris och Låddejåhkå.
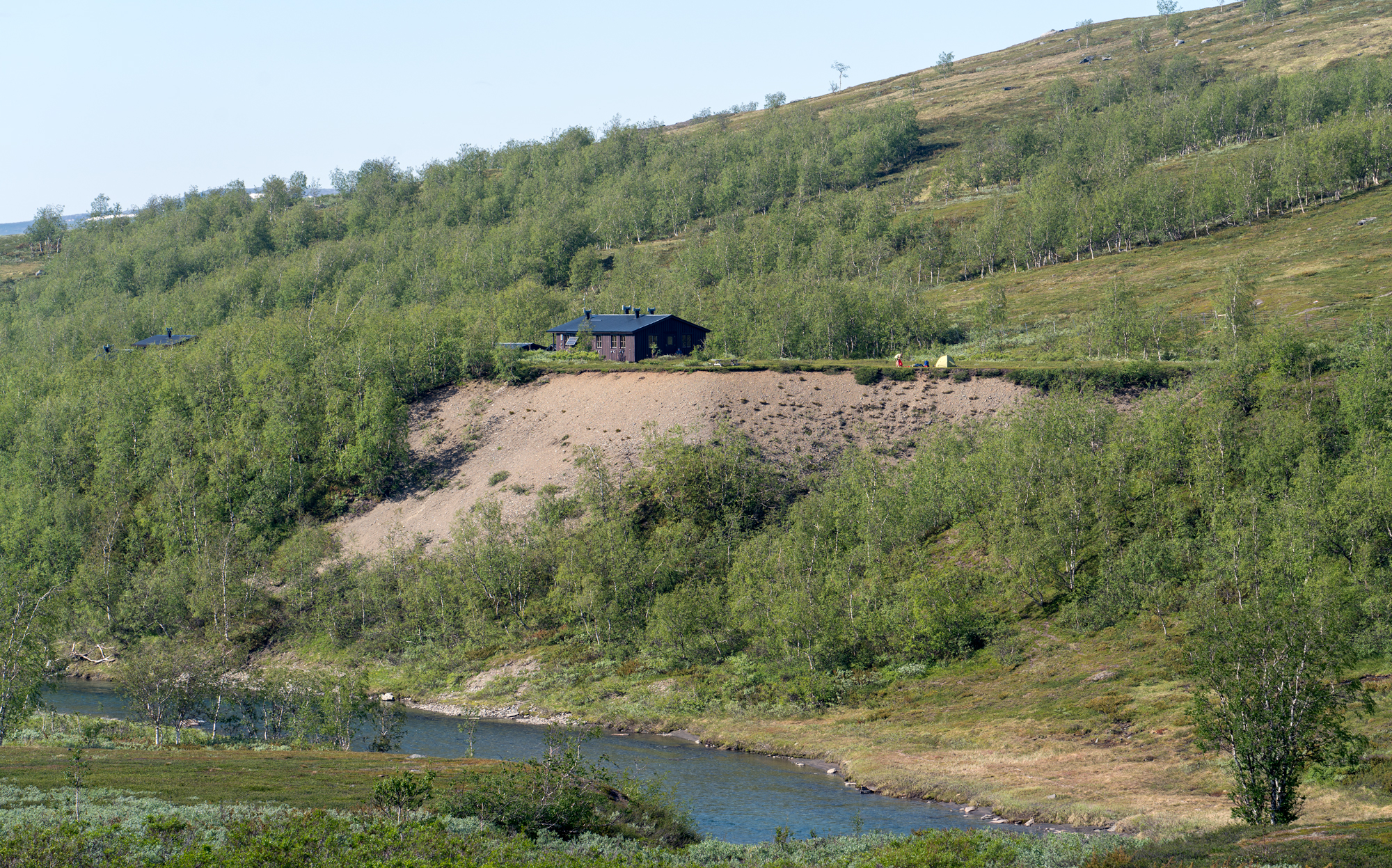
Låddejåhkå och turiststugan med samma namn.
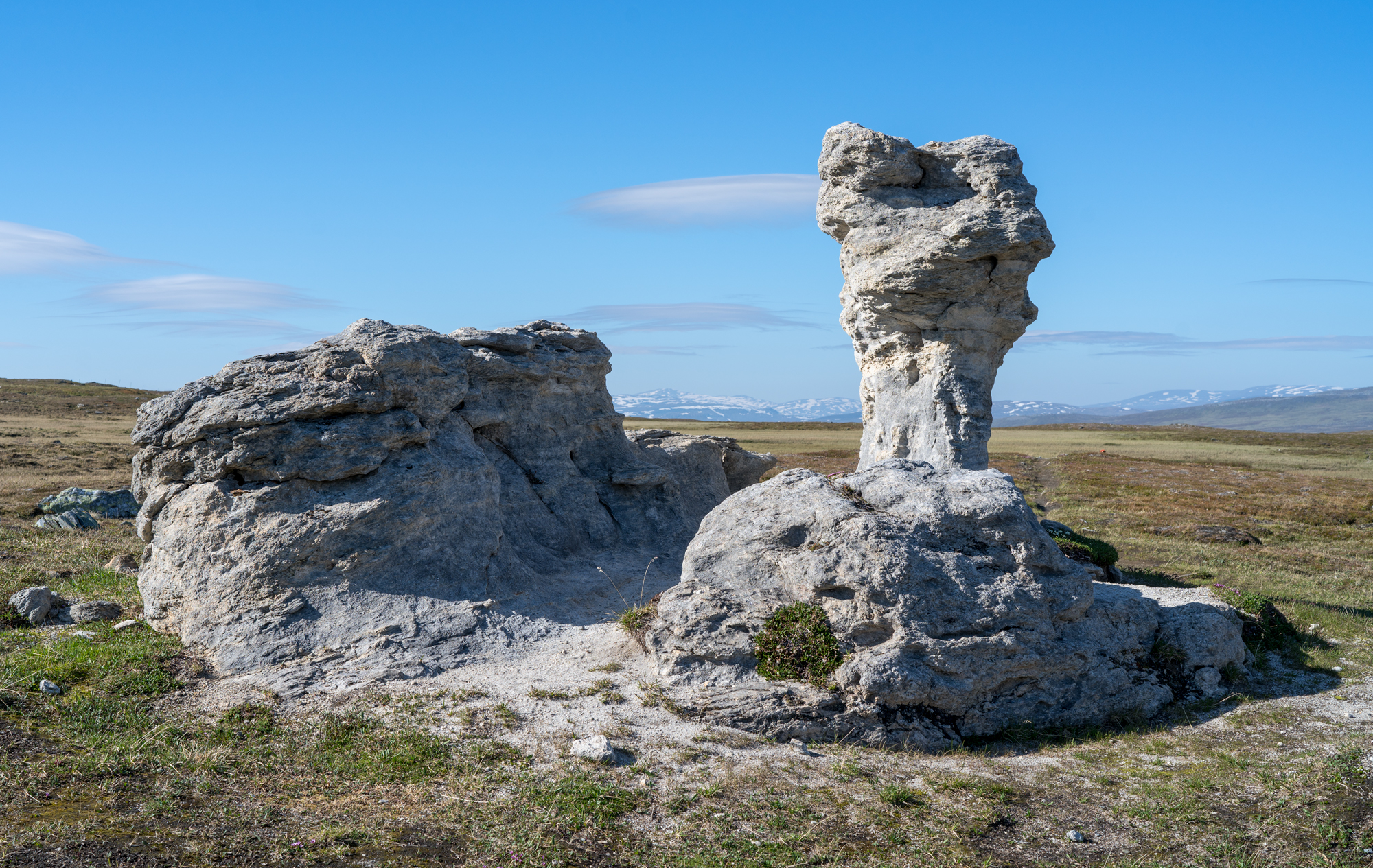
Rauk mellan Låddejåhkå och Árasluokta.
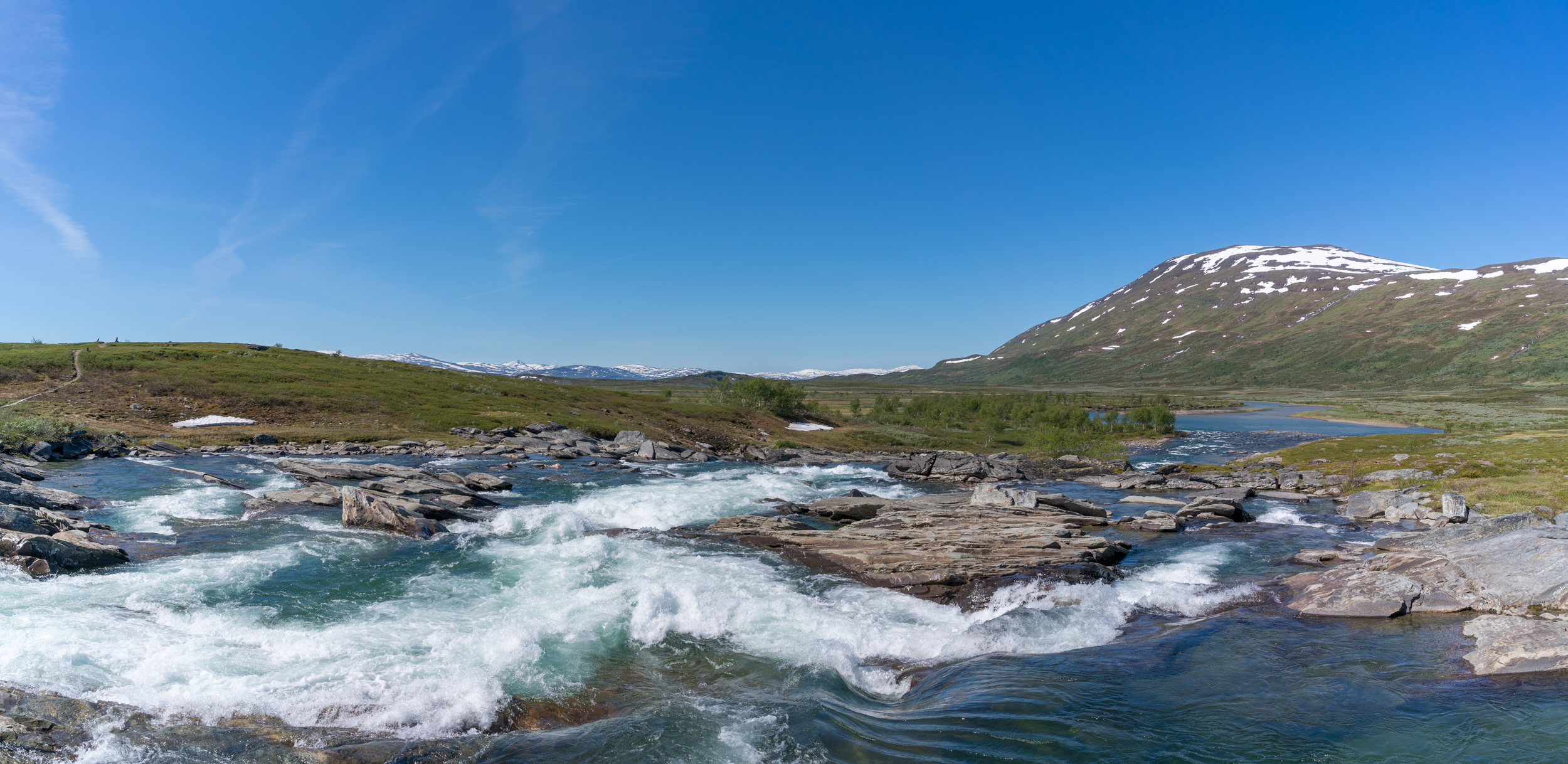
Vy nedströms bron där Padjelantaleden korsar Miellädno.
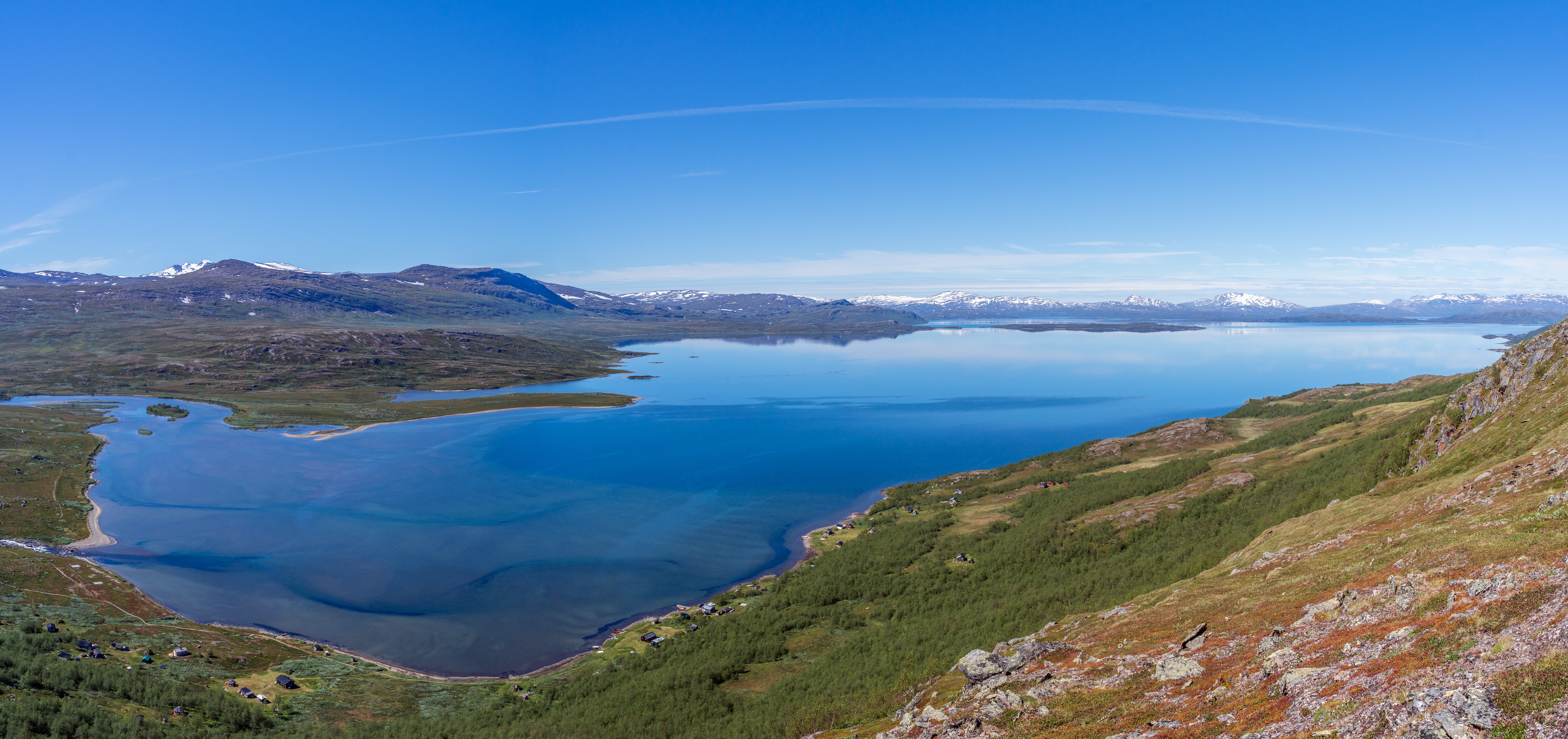
Virihávrre med Stáloluokta och Padjelantaleden längst ner. Vy från Unna Dijdder.
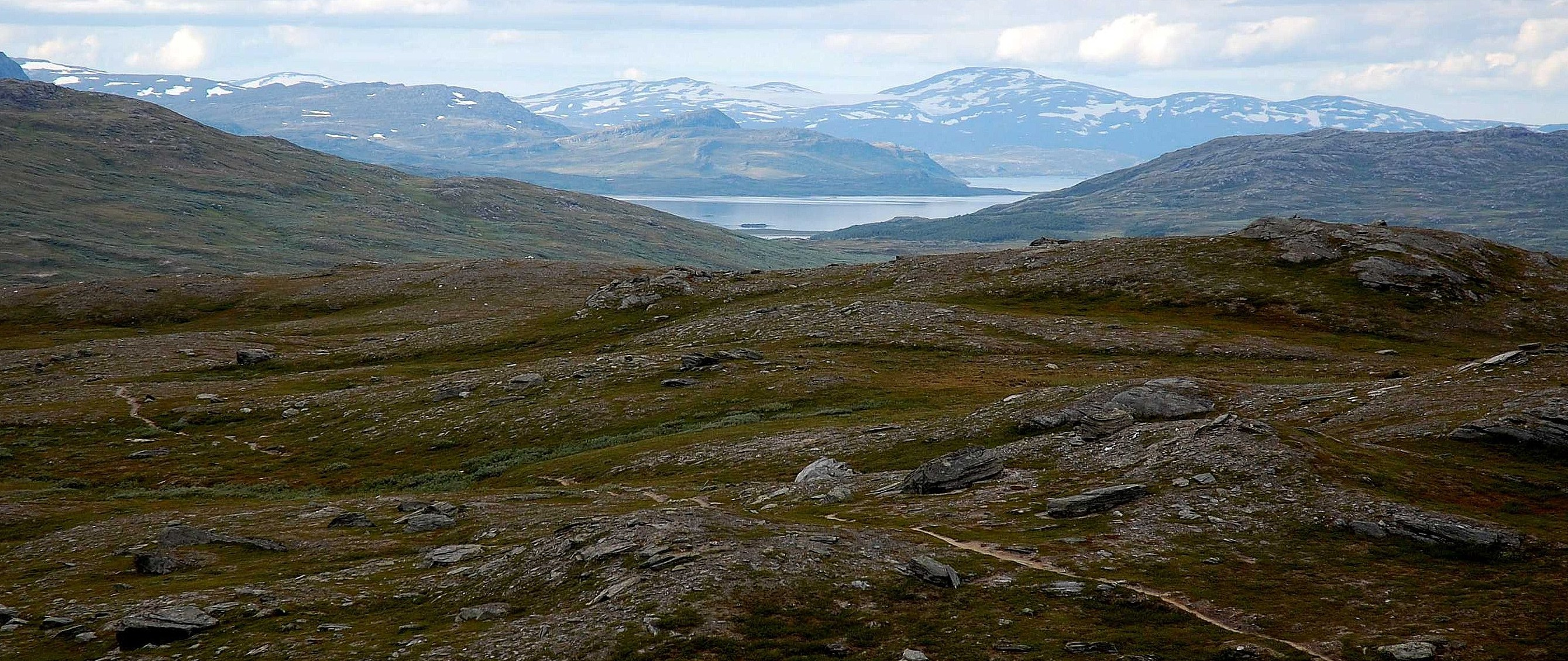
Delsträckan Duottar–Stáloluokta med Virihávrre i bakgrunden.
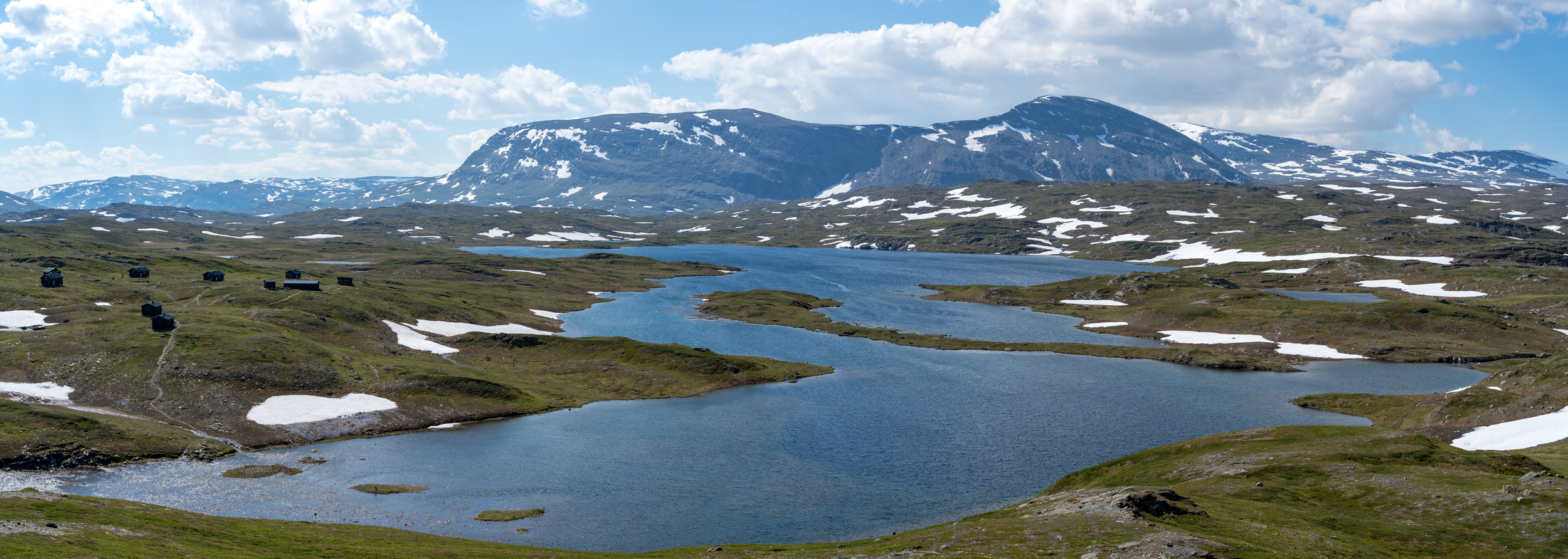
Padjelantaleden passerar Duottarstugorna vid Tsiekkimjávrre. Inloppet i sjön måste vadas. Vy mot söder.
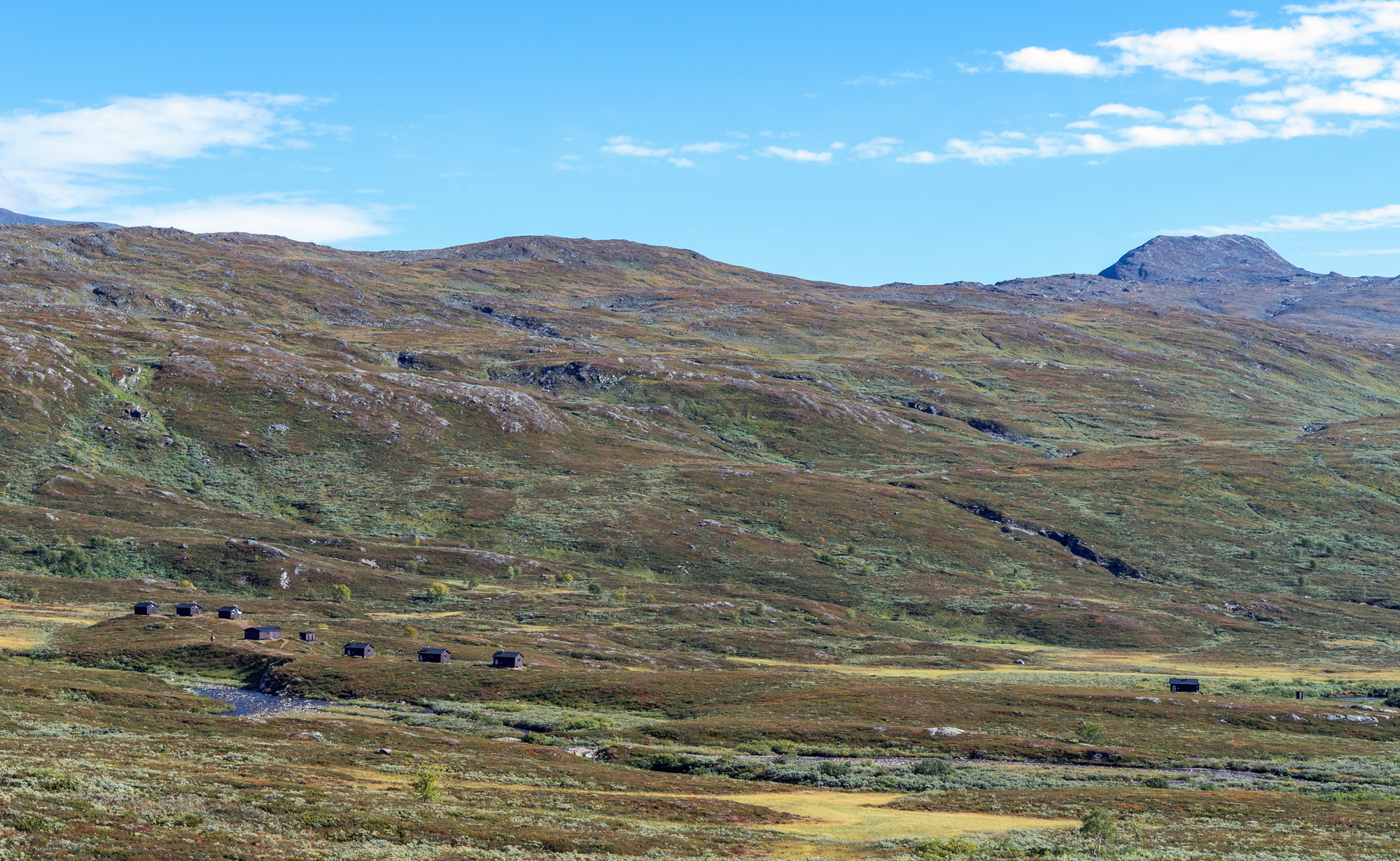
Stugorna vid Darreluoppal.
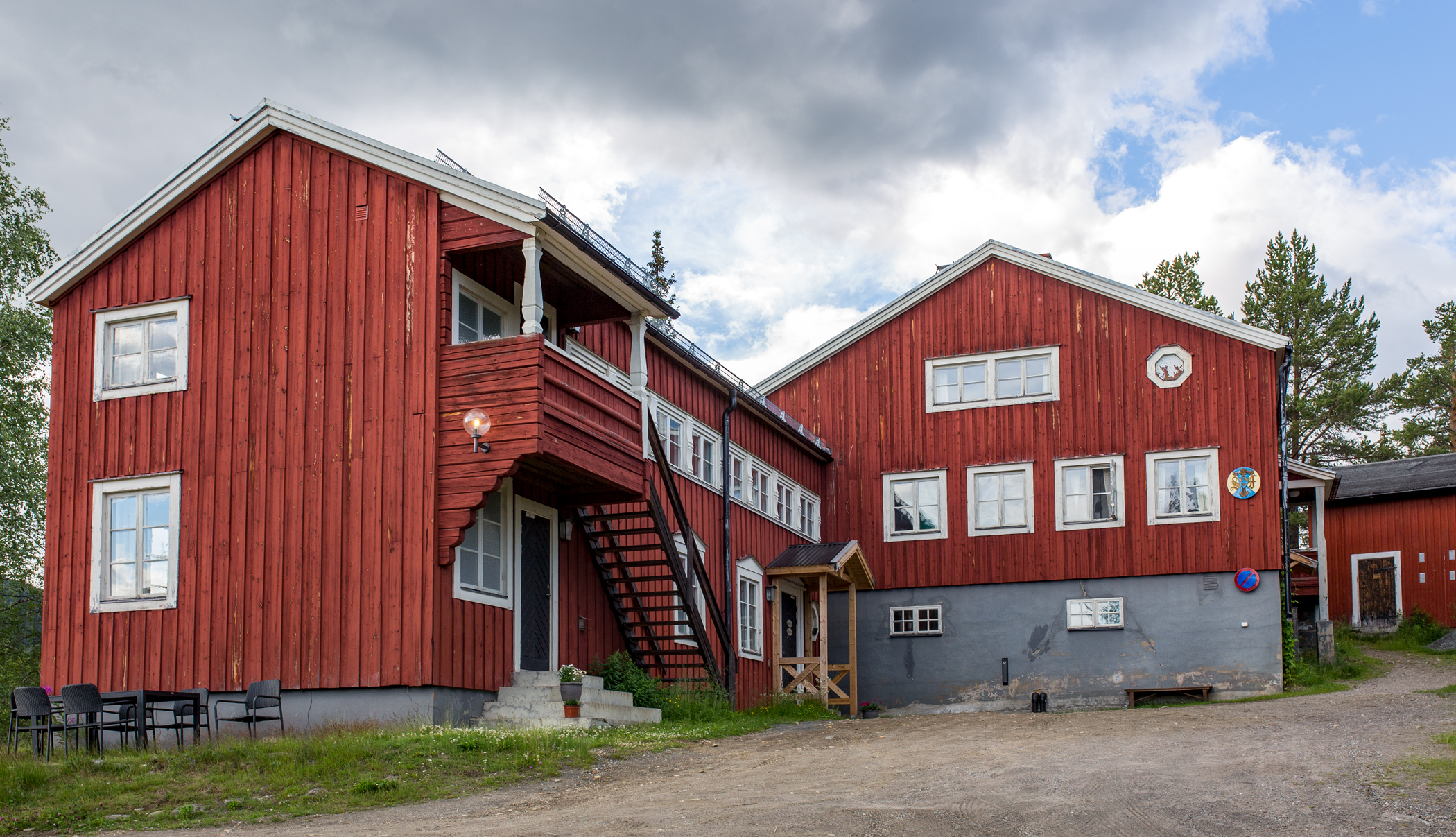
Kvikkjokks fjällstation. Start/slut för Padjelantaleden.